# Lac Kerarou
Le lac Kerarou est un petit lac du Mali du delta central du Niger situé près de la ville de Nyiminiama.